# Benoît Salmon

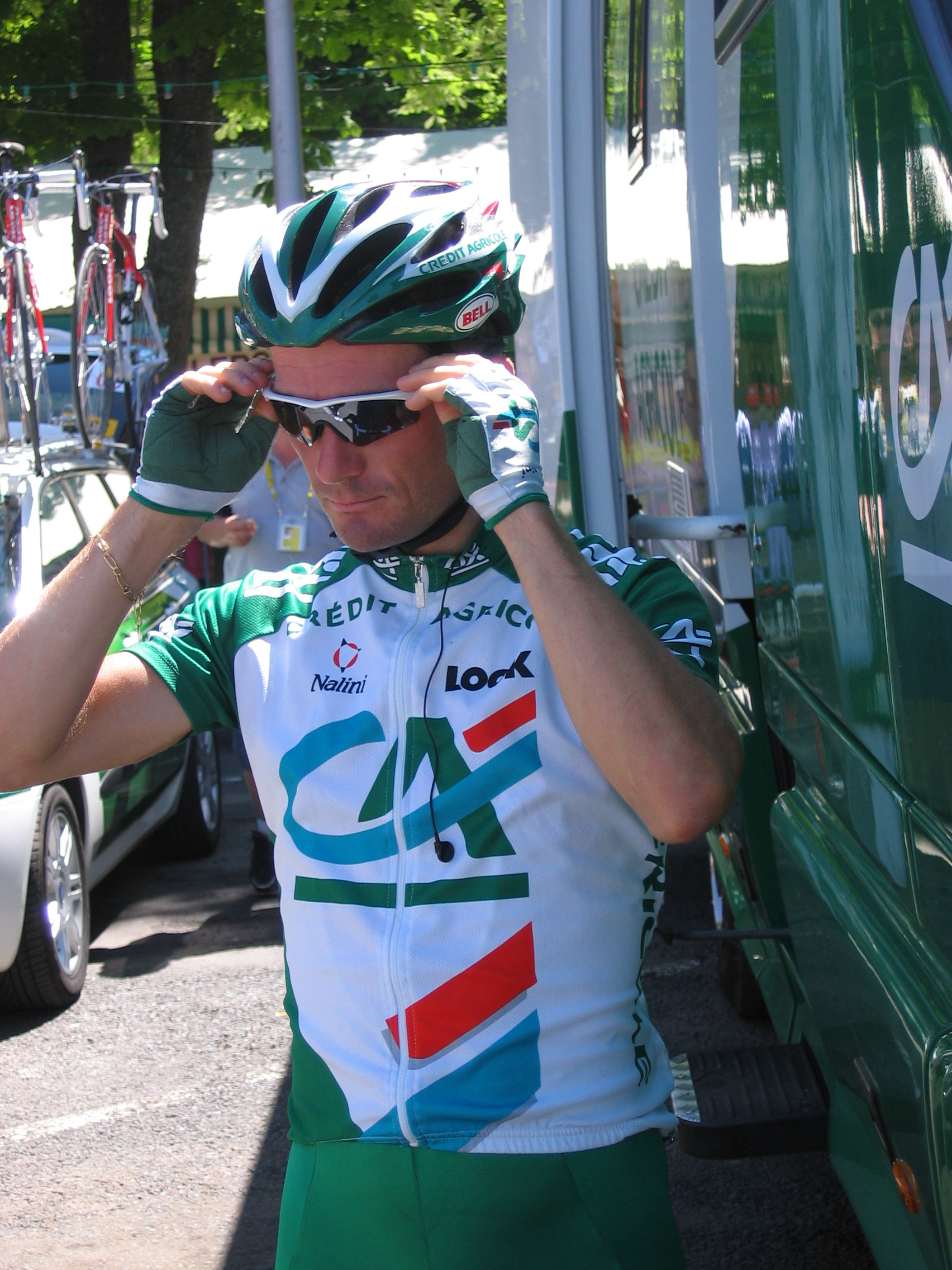
Benoît Salmon.

Benoît Salmon, född 9 maj 1974 i Dinan, är en fransk före detta professionell tävlingscyklist. Han blev professionell 1996 med Collstrop. Samma år som han blev professionell vann han La Flèche Ardennaise. Under sin karriär har han också tävlat för Agritubel, Ag2r Prévoyance, Casino, Crédit Agricole, Lotto-Mobistar och Phonak Hearing Systems.
Salmon vann den vita ledartröjan, bästa unga cyklist under loppet, i Tour de France 1999. Samma år vann han också Grand Prix du Midi Libre sammanlagt. En tävling som han slutade tvåa i under säsongen 2001.
Under säsongen 1998 vann han Tour du Vaucluse och en etapp under tävlingen.
Benoît Salmon slutade tvåa på Classique des Alpes 2003 efter spanjoren Francisco Mancebo.
Han slutade trea i de franska nationsmästerskapen i linjelopp 2004 efter Thomas Voeckler och Cyril Dessel. Säsongen därpå slutade han trea i Route du Sud efter Sandy Casar och Przemyslaw Niemiec.
Mellan säsongen 2006 till 2008 tävlar han för det franska proffsstallet Agritubel. Efter säsongen 2008 valde han att avsluta sin karriär.

## Meriter
1996 – Collstrop
1:a, La Flèche Ardennaise
1997 - Lotto-Mobistar
2:a, etapp 5, GP du Midi-Libre
1998 – Casino
1:a, Tour du Vaucluse
3:a, Classique des Alpes
1999 – Casino
1:a, GP du Midi Libre
Etapp 4
Ungdomstävlingen, Tour de France 1999
2:a, etapp 6, GP du Midi-Libre
2:a, Classique des Alpes
2001 - Ag2r Prévoyance
1:a, etapp 6, GP du Midi-Libre
2:a, Tour de Vendée
2:a, GP du Midi-Libre
3:a, Critérium du Dauphiné Libéré
etapp 5
2003 - Phonak Hearing Systems
2:a, Classique des Alpes
2004 - Crédit Agricole
3:a, Nationsmästerskapen - linjelopp
2005 - Agritubel
3:a, Route du Sud

## Stall
- Collstrop 1996
- Lotto-Mobistar 1997
- Casino 1998–1999
- Ag2r Prévoyance 2000–2001
- Phonak Hearing Systems 2002–2003
- Crédit Agricole 2004
- Agritubel 2005–2008